# James McConnell (football)
James McConnell, né le 13 septembre 2004 à Newcastle upon Tyne, est un footballeur anglais qui évolue au poste de milieu de terrain au Liverpool FC.

## Biographie

### Carrière en club
Né à Newcastle upon Tyne en Angleterre, James McConnell est formé par le Liverpool FC, où il commence sa carrière professionnelle en championnat d'Angleterre sous l'égide de Jürgen Klopp. Il joue son premier match avec l'équipe première du club le 26 octobre 2023, lors d'une victoire 5-1 en Ligue Europa contre le Toulouse FC.
Le 29 janvier 2025, il joue son premier match de Ligue des champions, titularisé et jouant l'intégralité de la défaite 3-2 chez le PSV Eindhoven.

## Statistiques
| Saison                | Club                  | Championnat           | Championnat | Championnat | Championnat | Coupe nationale | Coupe nationale | Coupe nationale | Coupe de la Ligue | Coupe de la Ligue | Coupe de la Ligue | Supercoupe | Supercoupe | Supercoupe | Compétition(s) continentale(s) | Compétition(s) continentale(s) | Compétition(s) continentale(s) | Compétition(s) continentale(s) | Total | Total | Total |
| Saison                | Club                  | Division              | M.          | B.          | P.d.        | M.              | B.              | P.d.            | M.                | B.                | P.d.              | M.         | B.         | P.d.       | Comp.                          | M.                             | B.                             | P.d.                           | M.    | B.    | P.d.  |
| 2023-2024             | Liverpool FC          | Premier League        | 3           | 0           | 0           | 2               | 0               | 1               | 1                 | 0                 | 0                 | -          | -          | -          | C3                             | 3                              | 0                              | 0                              | 9     | 0     | 1     |
| 2024-2025             | Liverpool FC          | Premier League        | 0           | 0           | 0           | 2               | 0               | 0               | 1                 | 0                 | 0                 | -          | -          | -          | C1                             | 1                              | 0                              | 0                              | 4     | 0     | 0     |
| Total sur la carrière | Total sur la carrière | Total sur la carrière | 3           | 0           | 0           | 4               | 0               | 1               | 2                 | 0                 | 0                 | 0          | 0          | 0          | -                              | 4                              | 0                              | 0                              | 13    | 0     | 1     |

## Palmarès
Liverpool FC
- Coupe de la Ligue anglaise
  - Champion en 2023-24